# Conseil départemental du Lot
Le conseil départemental du Lot est l'assemblée délibérante du département français du Lot, collectivité territoriale décentralisée agissant sur le territoire départemental. Son siège se trouve à Cahors. Son président est Serge Rigal, depuis 2014.

## Composition actuelle
Depuis les élections départementales de 2015 dans le Lot, le conseil départemental est composé de 34 membres issus des 17 cantons du Lot.

### Vice-présidents
- Nelly Ginestet, 1re vice-présidente chargée de l’Action sociale, de la Protection de l’enfance et de la Lutte contre les exclusions
- André Mellinger, 2e vice-président chargé des Infrastructures et des Usages numériques
- Catherine Marlas, 3e vice-présidente chargée de la Transition écologique et énergétique et du Logement
- Guillaume Baldy, 4e vice-président charge des Finances et de l'Attractivité
- Maryse Maury, 5e vice-présidente chargé des Personnes âgées et des Personnes handicapées
- Rémi Branco, 6e vice-président chargé de l’Agriculture et de l’Aménagement solidaire des territoires
- Catherine Prunet, 7e vice-présidente chargée de la Culture, de l’Education et de la Jeunesse
- Frédéric Gineste, 8e vice-président chargé des Infrastructures de mobilité
- Caroline Mey-Fau, 9e vice-présidente chargée du Patrimoine historique, de l’Archéologie préventive et des Archives départementales
- Jean-Pierre Jammes, 10e vice-président chargé du Tourisme et du Sport

### Conseillers départementaux
| Président du Conseil départemental |       |       |      |                           |
| Serge Rigal (DVG)                  |       |       |      |                           |
| Parti                              | Sigle | Sigle | Élus | Groupes                   |
| Majorité (34 sièges)               |       |       |      |                           |
| Divers gauche                      |       | DVG   | 10   | Socialistes et Citoyens   |
| Parti socialiste                   |       | PS    | 8    | Socialistes et Citoyens   |
| Parti radical de gauche            |       | PRG   | 2    | Radical et Indépendants   |
| Mouvement radical                  |       | MR    | 1    | Radical et Indépendants   |
| Divers droite                      |       | DVD   | 2    | Radical et Indépendants   |
| Divers centre                      |       | DVC   | 1    | Radical et Indépendants   |
| La République en marche            |       | LREM  | 1    | Radical et Indépendants   |
| Parti socialiste                   |       | PS    | 7    | PS – EELV & Divers gauche |
| Europe Écologie Les Verts          |       | EÉLV  | 1    | PS – EELV & Divers gauche |
| Divers gauche                      |       | DVG   | 1    | PS – EELV & Divers gauche |

## Liste des présidents depuis 1919
| 1919                               | 1940     | Anatole de Monzie  |  | PSF puis USR  |  |  |  |  |
|                                    |          |                    |  |               |  |  |  |  |
| 1945                               | 1951     | Jean Rougier       |  | DVG puis SFIO |  |  |  |  |
| 1951                               | 1970     | Gaston Monnerville |  | PRRRS         |  |  |  |  |
| 1970                               | 1994     | Maurice Faure      |  | MRG           |  |  |  |  |
| 1994                               | 2004     | Jean Milhau        |  | PRG           |  |  |  |  |
| 2004                               | 2014     | Gérard Miquel      |  | PS            |  |  |  |  |
| 2014                               | 2015     | Serge Rigal        |  | PS            |  |  |  |  |
| Président du conseil départemental |          |                    |  |               |  |  |  |  |
| 2015                               | En cours | Serge Rigal        |  | PS puis DVG   |  |  |  |  |

## Compétences
Les champs d’intervention du Département du Lot, appelés aussi compétences, ou politiques publiques, sont définis par la loi :
- l’action sociale (enfance, handicap, insertion, personnes âgées) qui représente plus de 50 % du budget de fonctionnement de la collectivité,
- les routes départementales (4 000 km de routes) et les mobilités actives (par exemple le projet VéLot pour aménager 12 à 15 itinéraires cyclables pour les trajets du quotidien[2]),
- les collèges publics (restauration scolaire, informatique, bâtiments, soutien à la pédagogie à travers le Projet éducatif départemental),
- les solidarités territoriales,
- la lecture publique,
- les archives départementales,
- la sécurité des biens et des personnes (les pompiers).

En plus des compétences obligatoires, les élus départementaux se sont engagés en faveur : du tourisme, de la culture et du sport, de l’environnement, de l’agriculture et du patrimoine, de la transition énergétique, des infrastructures et des usages numériques et du logement.
L’attractivité territoriale est un des volets mis en place par la collectivité, fin 2018, par l’intermédiaire du programme « Oh my Lot ! ». Porté collectivement par le Département, la Préfecture, les intercommunalités et les chambres consulaires, il a pour objectif  d’attirer de nouveaux habitants. Un enjeu essentiel pour l’avenir du Lot.

### Recrutement
1 300 agents œuvrent quotidiennement au service des Lotois. La  collectivité recrute de façon importante et  accueille chaque année de nouveaux agents dans tous les secteurs. Les services présents au sein de la collectivité sont nombreux et les secteurs divers (aménagement, informatique, ressources humaines, social, culture, l’éducation, etc.).

## Identité visuelle

Logo du conseil général du Lot jusqu'en 2009.
Logo du conseil général de 2009 à 2013.
Logo du conseil général du Lot depuis 2013.